# Evolution (eksperimentalfilm)
 For alternative betydninger, se Evolution (flertydig). (Se også artikler, som begynder med Evolution)
Evolution er en dansk eksperimentalfilm instrueret af Poul Ib Henriksen.

## Handling
Denne artikel mangler et handlingsreferat. Hjælp os med at skrive det.